# 华东医院
华东医院（加挂“复旦大学附属华东医院”牌子），原名上海市华东医院，是一家位于上海市的综合性公立三级甲等医院，主要承担高级领导干部、著名科技文艺界人士、外交官、外宾医疗保健，近年来也对市民开放。

## 历史沿革
医院建于1951年，其前身为上海公共租界工部局1921年开办的宏恩医院，医院大楼平面呈“工”字形，建于1926年，由匈牙利建筑师邬达克设计，为欧洲文艺复兴风格，建筑面积1.1万平方米，四周有大面积绿地。宏恩医院旧址被列为上海市优秀历史建筑和上海市文物保护单位。
华东医院在1951年由中共重建后，长期是上海市及华东其它省市的中共的离退休“老干部”的医疗保健医院。不过，现经发展，华东医院已从单纯的“高干医院”发展成一家以“干部医疗保健”为重点、以老年医学为特色的医院，开始向普通公众开放。
1989年起，华东医院成为复旦大学上海医学院（时为上海医科大学）的教学医院。2006年12月，正式成为复旦大学上海医学院的第十家附属医院。

## 医疗设施
医院由院本部（位于静安区延安西路221号，乌鲁木齐北路以西）、康平路门诊部（靠近徐汇区中国共产党上海市委员会办公地）、市府大厦门诊部（位于浦东新区世博村路300号附近）、闵行门诊部（位于闵行区）和景苑体检中心组成。
华东医院目前开放床位860张，院内附设上海市老年医学研究所和上海市康复医学会。

## 历任领导

### 党委书记
- 高文（2014年6月－2020年1月）
- 邵建华（2020年1月－）

### 院长
- 高文（2018年9月－2023年6月）
- 保志军（2023年6月－）

## 院內逝世名人
- 陈思思（2007年10月7日）[7]
- 孙道临（2007年12月28日）[8]
- 夏征农（2008年10月4日）[9]
- 钱伟长（2010年7月30日）
- 汤晓丹（2012年1月21日）
- 张瑞芳（2012年6月28日）
- 陈鲤庭（2013年8月27日）
- 舒适（2015年6月26日）
- 黄宗英（2020年12月14日）
- 王文娟（2021年8月6日）
- 秦怡（2022年5月9日）
- 丁光生（2022年10月6日）
- 江泽民（2022年11月30日）[10]
- 潘镜芙（2023年10月8日）